# روبرت جوزيف دير
روبرت جوزيف دير (بالإنجليزية: Robert Joseph Dwyer)‏ هو قسيس ومؤرخ أمريكي، ولد في 1 أغسطس 1908 في مدينة سولت ليك في الولايات المتحدة، وتوفي في 24 مارس 1976 في بيدمونت في الولايات المتحدة.